# Dúbrava (Snina)
Dúbrava (em húngaro: Kistölgyes; ucraniano: Дубрава) é um município da Eslováquia, situado no distrito de Snina, na região de Prešov. Tem 9,48 km² de área e sua população em 2018 foi estimada em 226 habitantes.

## Demografia
| Ano:        | 1994 | 2004   | 2014    | 2024   |
| ----------- | ---- | ------ | ------- | ------ |
| Broj ljudi: | 271  | 279    | 231     | 209    |
| Razlika:    |      | +2,95% | -17,20% | -9,52% |

| Ano:               | 2023 | 2024   |
| ------------------ | ---- | ------ |
| Número de pessoas: | 202  | 209    |
| Diferença:         |      | +3,46% |